# Dźwierzno (województwo kujawsko-pomorskie)
Dźwierzno (niem. Seefelte, Zefeld (1438), Schwirsen (1874))– wieś w Polsce położona w województwie kujawsko-pomorskim, w powiecie toruńskim, w gminie Chełmża.
W latach 1975–1998 miejscowość administracyjnie należała do województwa toruńskiego. Według Narodowego Spisu Powszechnego (III 2011 r.) liczyła 433 mieszkańców. Jest dziesiątą co do wielkości miejscowością gminy Chełmża.
Gniazdo rodu rycerskiego Rokuszów von Sefelden vel Dźwierznickich herbu Hybryda.

## Zabytki

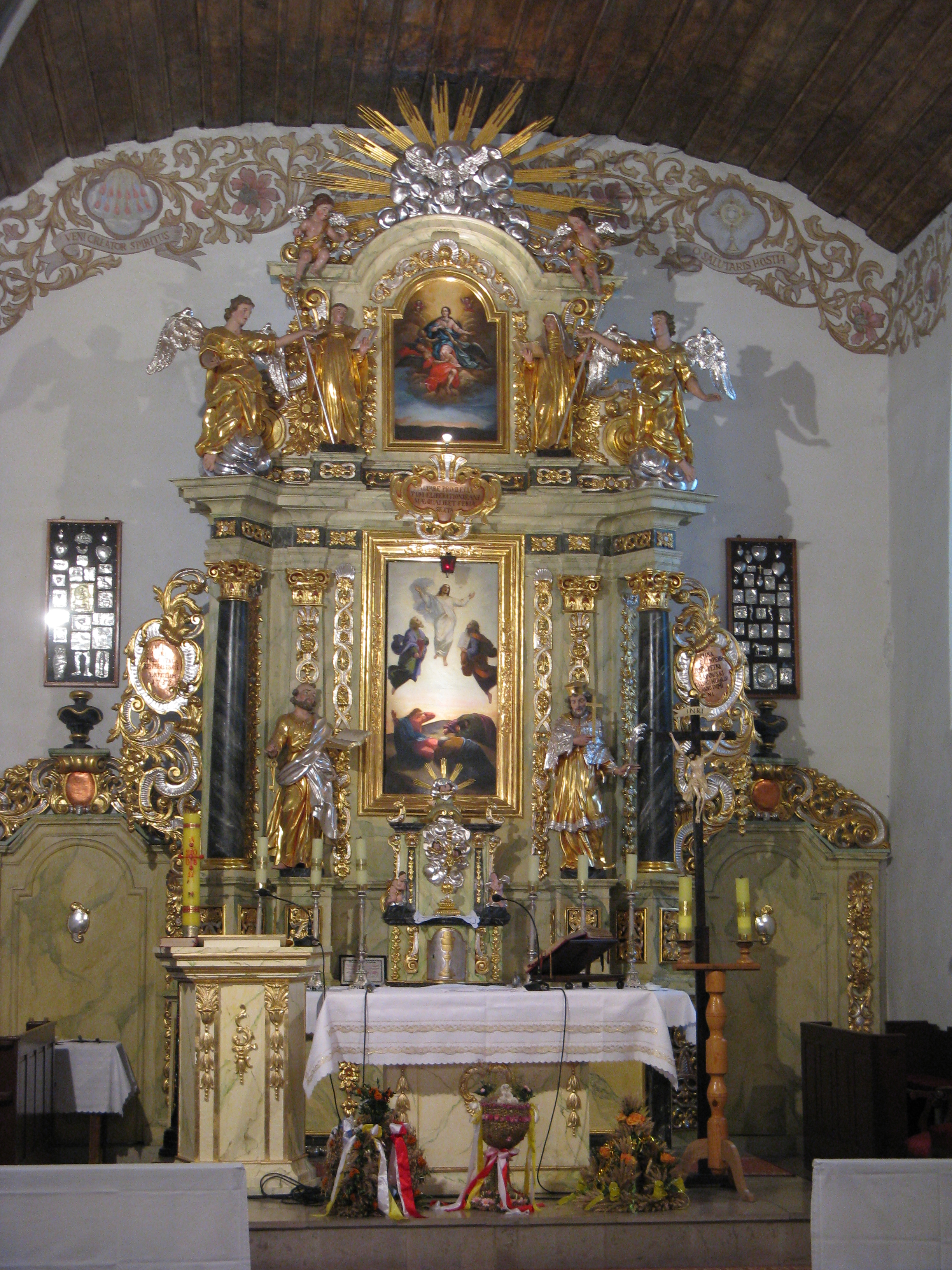
Barokowy ołtarz w kościele w Dźwierznie

- Kościół pw. Wniebowzięcia Najświętszej Marii Panny, gotycki, wzniesiony około roku 1300 przez Krzyżaków, którzy wydzielili wówczas tutejszą parafię z chełmżyńskiej. Jednonawowy kamienny kościół, znajdujący się we wsi, został przebudowany w XVII wieku, w 1864 roku dobudowano ceglaną wieżę. Barokowe wyposażenie wnętrza pochodzi z XVIII wieku.

## Filia obozu Stutthof (KL) w Dźwierznie

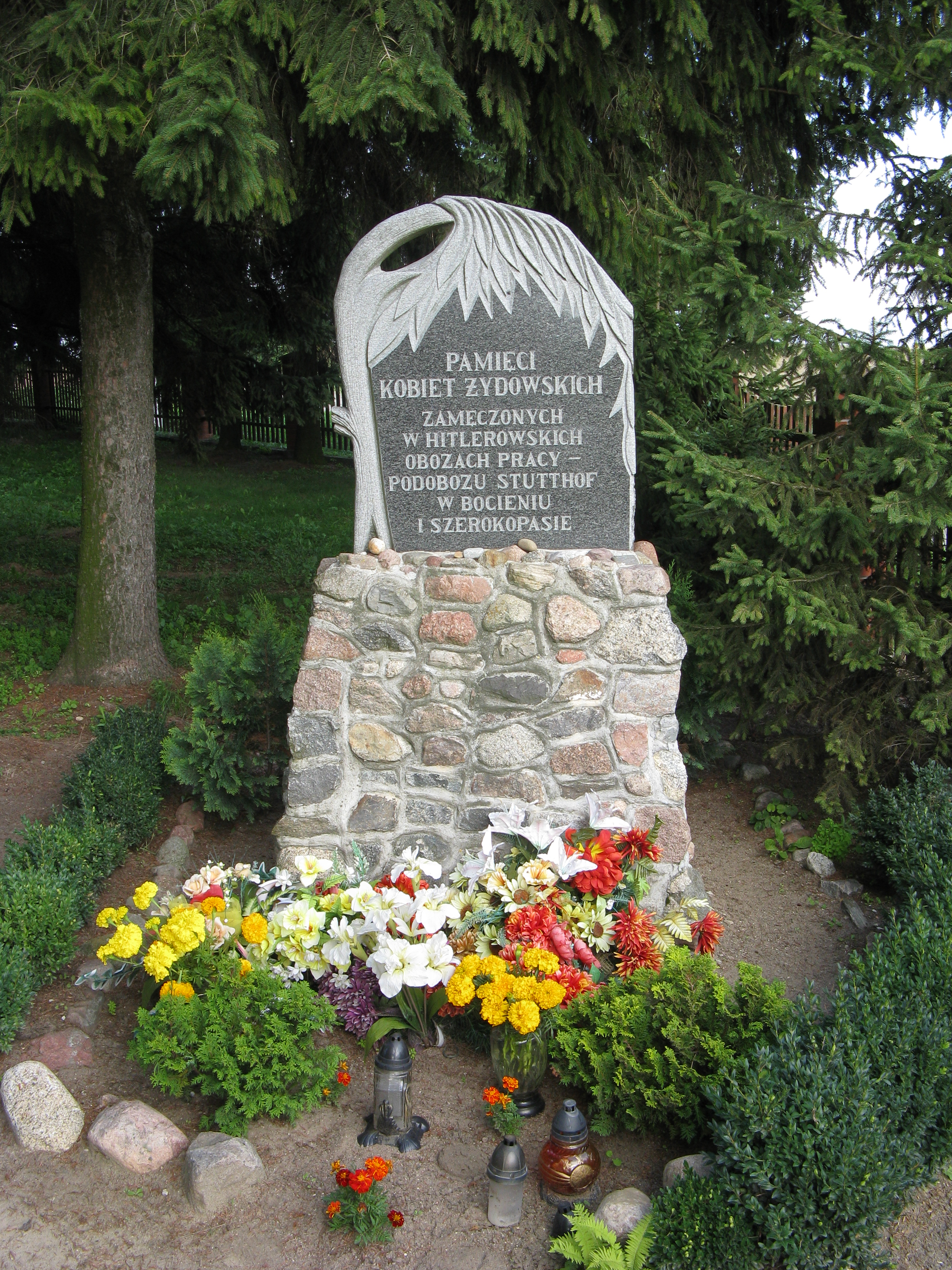
Pomnik na cmentarzu

Latem 1944 r. do okolic Chełmży przyjechało 5 tysięcy Żydówek w trzech transportach ze Stutthofu (KL), gdzie trafiły głównie z Auschwitz, ale też z Litwy, Łotwy i Estonii. W ramach podobozu Baukommando Weichsel (Organisation Todt, Thorn) kobiety wykonywały prymitywne prace, np. kopały rowy przeciwczołgowe. Mieszkały w zatłoczonych stodołach, owczarniach, przy majątkach, m.in. w Bocieniu, Szerokopasie, Grodnie; żyły w tragicznych warunkach, o czym świadczą zachowane meldunki, jakie płynęły do KL Stutthof. Na cmentarzu w Dźwierznie znajduje się zbiorowa mogiła i pomnik poświęcony Pamięci kobiet żydowskich zamęczonych w hitlerowskich obozach pracy - podobozu Stutthof w Bocieniu i Szerokopasie.